# Cucullia scophulariphaga
Cucullia scophulariphaga là một loài bướm đêm trong họ Noctuidae.